# DJ Mehdi
Mehdi Favéris-Essadi (20. januar 1977 – 13. september 2011), bedre kendt under sit kunstnernavn DJ Mehdi, var en fransk hiphop- og electroproducer.
Mehdi blev født med tunesisk baggrund i Hauts-de-Seine, en af de nordvestlige forstæder i Paris. Han var medlem af det franske electro-kollektiv Ed Banger og har samarbejdet med Daft Punk og Cassius samt engelske Asian Dub Foundation.
DJ Mehdi optrådte i Danmark flere gange – blandt andet på Rust i København i januar 2011.
Han var gift med den franske model og graffiti-kunstner Fafi.
I 2006 udsendte DJ Mehdi albummet Lucky Boy.
DJ Mehdi døde, da et tag, han stod på under en fest, kollapsede.

## Diskografi

### Album
Ideal J
- Original Mc's Sur Une MIssion (1996)
- Le Combat Continue (1998)

113
- Ni barreaux, ni barrières, ni frontières (1998)
- Les Princes De La Ville (1999)
- Fout La Merde (2002)

Karlito
- Contenu Sous Pression (2001)

Mapei
- Cocoa Butter Diaries (2009)

Solo work
- The Story Of Espion (2002)
- Des Friandises Pour Ta Bouche (2005)
- Lucky Boy (2006)
- Lucky Boy at Night (2007)

### Singler
- "Wonderbra" ("Paradisiaque", Mc Solaar) (1997)
- "Classik" / "Au Fond De Mon Cœur" / "Esclave 2000" ("Touche D'Espoir", Assassin) (2000)
- "A L'Anciene" / "Les Points Sur Les I Remix" ("Les Points Sur Les I", Intouchable) (2000)
- "Le Ssem" / "Le Jeu de La Mort" ("La Vie Avant La Mort", Rohff) (2001)
- "Couleur Ebène" ("Ouest Side", Booba) (2006)
- "I am Somebody" ("I am Somebody", DJ Mehdi, real: So_Me) (2007)
- "Signatune" (2007)

### Remixes
- 1997 Koma – "Realite Rap" (DJ Mehdi RMX)
- 1998 113 – "Les Evadés" (Remix)
- 1999 Cassius – "Feeling for You" (Cambridge Circus Mix)
- 2000 Joakim Lone Octet – "Oleg Dans Les Bois" (DJ Mehdi Remix)
- 2000 Manu Key – "Si Tu Savais" (Remix)
- 2001 Akhenaton – "K (AKH)" (DJ Mehdi Remix/DJ Mehdi Instrumental Remix)
- 2002 Next Evidence – "Dance On" (DJ Mehdi Remix/DJ Mehdi's Dub)
- 2002 Étienne de Crécy – "Out of My Hands" (DJ Mehdi Remix)
- 2003 Asian Dub Foundation – "Fortress Europe" (Techno Organisation Remix)
- 2004 Wayne Shorter – "Footprints" (Dub aka DJ Mehdi Remix)
- 2006 Architecture in Helsinki – "In Case We Die"
- 2006 New Young Pony Club – "Ice Cream" (DJ Mehdi Remix)
- 2007 Outlines- "Just a Lil' Lovin" (album)
- 2008 Sam Sparro – "21st Century Life"" (DJ Mehdi Secret Disco Dub)
- 2009 Erol Alkan & Boys Noize – "Death Suite" (DJ Mehdi's Simple Acid Edit)
- 2009 Miike Snow – "Burial" (DJ Mehdi Remix)
- 2009 Miike Snow – ANDY FING P.
- 2010 Zombie Nation – Overshoot (DJ Mehdi Remix)